# Agrotis albinasus
Agrotis albinasus là một loài bướm đêm trong họ Noctuidae.